# Campionato Primavera 1970-1971
Il Campionato Primavera 1970-1971 è stata la 9ª edizione del Campionato Primavera. Il detentore del trofeo è il Torino.
La squadra vincitrice del torneo è stata la Fiorentina che si è aggiudicata per la prima volta nella sua storia il titolo di campione nazionale.